# 4972 Пахельбель
4972 Пахельбель (4972 Pachelbel) — астероїд головного поясу, відкритий 23 жовтня 1989 року.
Тіссеранів параметр щодо Юпітера — 3,187.